# Парцханаканеви
Парцханаканеви (груз. ფარცხანაყანევი) — село в Грузии, на территории Цхалтубского муниципалитета края (мхаре) Имеретия.

## География
Село находится в западной части Грузии, к северу от реки Риони, на расстоянии 15 километров к юго-юго-западу от города Цхалтубо, административного центра муниципалитета. Абсолютная высота — 73 метра над уровнем моря.

## Население
По результатам официальной переписи населения 2014 года, в Парцханаканеви проживало 5090 человек (2531 мужчина и 2559 женщин). В национальной структуре населения грузины составляли 99,7 %, русские — 0,14 %.
| Год  | Население, человек |
| ---- | ------------------ |
| 2002 | 5729               |
| 2014 | ↘ 5090             |